# District de Clermont (Meuse)
Pour les articles homonymes, voir District de Clermont.
Le district de Clermont est une ancienne division territoriale française du département de la Meuse de 1790 à 1795.
Il était composé des cantons de Clermont, Autrécourt, les Islettes, Montfaucon, Monzeville, Rarecourt, Recicourt, Triaucourt et Varennes.